# Ehsan Lashgari
Ehsan Lashgari, född 30 augusti 1985 i Qazvin, Iran, är en iransk brottare som tog OS-brons i mellanviktsbrottning vid de olympiska brottningstävlingarna 2012 i London.